# Final Scratch
Final Scratch è uno strumento per DJ creato dall'azienda olandese N2IT con la collaborazione di Richie Hawtin e John Acquaviva, che permette la manipolazione e riproduzione di fonti audio digitali usando dischi in vinile e giradischi tradizionali. È uno dei primi software a combinare la versatilità dell'audio digitale con la manualità del turntablism.